# 庫林 (愛達荷州)
庫林（英語：Coolin）是位於美國愛達荷州邦納縣的一個非建制地區。

## 地理
庫林的座標為48°28′47″N 116°50′58″W / 48.47972°N 116.84944°W，而該地的平均海拔高度為748米（即2454英尺）。